# أرماند ريتشارد
أرماند ريتشارد هو سياسي كندي، ولد في 14 أبريل 1895 في نيو برونزويك في كندا. حزبياً، نشط في الجمعية الليبرالية لنيو برونزويك ‏. وقد انتخب عضو الجمعية التشريعية لنيو برونزويك ‏.